# Oedicephalus sororius
Oedicephalus sororius är en stekelart som beskrevs av Cresson 1868. Oedicephalus sororius ingår i släktet Oedicephalus och familjen brokparasitsteklar. Inga underarter finns listade i Catalogue of Life.